# 城崎広告
城崎広告（しろさきこうこく）は、バンダイナムコエンターテインメントのプロモーション専用キャラクターによるヴァーチャル広告代理店プロジェクト。
架空の広告代理店「城崎広告」の社員という設定のイケメンサラリーマンキャラクターが、実在する商品やサービスのプロモーションを請け負い、webとTwitterで発信されている。2021年3月31日11時をもって活動終了した。

## 概要
2017年2月22日に行われた「城崎広告」創立記念発表会でバンダイナムコエンターテインメントの新キャラクターとして発表された。発表会では社長キャラクターの城崎律子がTV会議という設定でイラストと声のみで登場し、司会や第一弾プロジェクトとなったサンスター文具株式会社の奥山峯雄常務と対談を行った。
2017年8月10日の生放送番組「ガルスタゲーム天国」の初回放送で番組のMCである大河元気氏と鈴木裕斗氏がキャラクターボイスを務めることと共に、ボイス実装が発表された。
その後、2017年10月19日に9人の男性社員のキャストが発表され、同時にボイスが実装された。
2017年10月26日からは朝日新聞社のニュースサイトwithnewsで「サラリーマンのモヤモヤ」という連載企画を開始しており、編集部の取材記事とキャラクターの漫画やかけあいが融合した連載企画となっている。
2017年11月3～4日のAGF2017へはブース出展を行った。

## 世界観
某大手エンターテインメント会社で人員整理対象となった夕永の危機を救うため、朝日奈が当時整理担当者だった城崎に再チャンスを与えることを直談判したことをきっかけに、城崎が設立を思い立った。その後、同じく整理対象となっていた千歳原、水上、菅原、菱乃木、猫渕が設立メンバーとして勧誘された。大神と倉知は年次的に整理対象ではなかったが、大神は朝日奈への憧れから新会社への異動を人事部に申し出た。倉知は辞めるつもりだったが、大神に巻き込まれる形で設立メンバーとなった。

## 登場人物
朝日 奈彬（あさひな あきら）
声 - 大河元気
営業部・渉外担当 / 9月11日生まれ / 28歳 / 身長176cm
社会人歴7年目の28歳。高いコミュニケーション能力とポジティブシンキングを武器に、営業部員として活躍。城崎広告立ち上げの発起人ともいうべき情熱を持ち合わせた若きエース。趣味はテニス、スキー、サーフィン、ランニング。
夕永 俊介（ゆうなが しゅんすけ）
声 - 手塚ヒロミチ
企画部・企画および分析担当 / 11月17日生まれ / 30歳 / 身長175cm
社会人歴7年目の30歳。鋭い眼差しで物事の本質を見抜く企画者。市場データや顧客分析も得意としており、コンセプトデザイン能力に秀でる。趣味はひとりキャンプと植物画。
大神 勇人（おおがみ はやと）
声 - 財満健太
営業部・ルーキー / 12月3日生まれ / 24歳 / 身長190cm
社会人歴3年目の24歳。若さと勢いを武器にあらゆるタスクに果敢に取り組む。物怖じせずに相手の懐に飛び込む姿勢とフットワークの軽さが自慢。趣味はカラオケと祭。
倉知 蓮（くらち れん）
声 - 榎木淳弥
事業推進部・デザイナー / 2月26日生まれ / 26歳 / 身長172cm
社会人歴3年目の26歳。芸術家一家に生まれ、美大を卒業した彼の瞳には常人と異なる世界が見えているらしく、仕事でも独特のセンスを発揮。趣味はネットサーフィンとアイドル。
水上 芳樹（みなかみ よしき）
声 - 鈴木裕斗
企画部・アートディレクター / 10月21日生まれ / 33歳 / 身長167cm
社会人歴12年目の33歳。妥協を許さぬ審美眼を活かし広報宣伝分野で活躍。アートディレクターとしても手腕を発揮する。趣味はおうちエステと観劇。
千歳原 教次（ちとせはら きょうじ）
声 - 笠間淳
営業部・部長 / 3月22日生まれ / 40歳 / 身長186cm
社会人歴17年目の40歳。営業、宣伝、企画と様々な職種でエンターテインメント業界を駆け抜けてきた。他人に厳しく自分にはより一層厳しい。趣味はオーディオとバイク。
菅原 数臣（すがわら かずおみ）
声 - 駒田航
事業推進部・部長 / 1月31日生まれ / 37歳 / 身長180cm
社会人歴12年目の37歳。経験豊富な経理担当者にしてソフトウェア分野にも精通している。正確かつ精密な仕事を迅速にこなす。趣味は数学、ミルクパズル、資産運用。
菱乃木 賢悟（ひしのぎ けんご）
声 - ランズベリー・アーサー
事業推進部・技術担当 / 4月27日生まれ / 32歳 / 身長170cm
社会人歴7年目の32歳。天才肌のメカニックで誰をも驚かすアイデアで新たな価値を創造し続ける。趣味は工作と家電新製品チェック。
猫渕 渉（ねこぶち わたる）
声 - 増元拓也
企画部・部長 / 5月23日生まれ / 42歳 / 身長182cm
社会人歴19年目の42歳。城崎広告の最年長社員にして能ある鷹は爪を隠し続けて幾星霜。築いてきた人脈とそつのない仕事ぶりに定評あり。趣味は読書、お酒、料理。
シロにゃんにゃ
声 - 増元拓也
マスコットキャラクター。お城を模した帽子をかぶった猫のキャラクター。
城崎 律子（しろさき りつこ）
声 - 不明
城崎広告の女社長。

## 展開
公式サイト
企業概要や代表挨拶など、ヴァーチャル広告代理店の名の通り会社の公式サイトを模して作られている。
代表挨拶で城崎の、社員紹介で9名の男性社員のボイスを視聴できる。
Twitter
ほぼ毎日社員がつぶやくキャラクターアカウント。
各サイトの更新情報以外にも、サラリーマンとしての日々の業務の様子が覗き見できる。
イラストも毎週ペースでアップされている。
フォローすることでチアリング社員として認定される。
社員専用サイト
毎週火曜日に更新される城崎広告のメインコンテンツ。社員専用という名の通り、会社の社内ポータルサイトを模しているが、今のところ誰でも閲覧可能。社員達の仕事中の会話を会話形式にまとめた議事録、業務連絡やオフでの活動がイラストや写真と共にアップされ、社員達のコメントがつく社内ブログ、そしてボイス実装後は社員同士の電話の通話記録を聴けるボイスログという音声コンテンツも更新されるようになった。
PRサイト
実在する商品やサービスのPR、コラボを城崎広告が請け負った時に、個別にアップされる紹介サイト。
現在のところ、金曜日に更新されている。火曜に社員専用サイトで仕事の裏側を見て、金曜にその成果がPRサイトに更新されるスタイル。
コミカライズ
講談社BE・LOVEから電子書籍で、綺戸彩乃の作画によりコミカライズが配信された 。

## プロジェクト
サンスター文具株式会社「DELDE」
発表会で発表となった初のプロジェクト。2017年3月～4月に実施。
プロジェクト後半には池袋ロフト、東急ハンズ池袋店にて社員達の手作りという設定のDELDE特設売り場が展開されていた。
http://shirosakiad.com/pr201701/
電撃ガールズスタイル
2017年5月に実施。ガルスタのPR権をかけた社員達のプレゼンを読者投票でによるコンペ形式で選別するweb企画が展開された。
http://shirosakiad.com/pr201702/
ナンジャタウン「SECRET SERVoICE」
2017年6月～7月に実施。ナンジャタウンに2017年春新たに登場した街巡り型のアトラクションをPRした。アトラクションに登場する有名声優が演じるキャラクターに社員がインタビューしたり、PR期間中コラボスタンプラリーも実施された。
http://shirosakiad.com/pr201703/
MIKASA
2017年8月に実施。株式会社ミカサのTwitterアカウントと城崎広告のTwitterアカウントの相互フォローをきっかけにミカサのビーチバレーボールでの社内レクリエーション大会と、コミックマーケット92のミカサブースでの出展手伝いを実施した。
http://shirosakiad.com/pr201704/
withnews
2017年10月に発表。その後、2017年10月26日よりwithnews内での城崎広告コラボ連載が始まった。
http://shirosakiad.com/pr201705/
AGF2017特設サイト
2017年10月～11月に実施。AGF2017出展に合わせ、他出展社であるフリューの「恋愛幕末カレシ」、ヒューネックスの「スチームプリズン」、コロプラの「クイズRPG 黒猫のウィズ」「白猫プロジェクト」、及びナンジャタウンの「SECRET SERVoICE」のコラボPRを実施した。
http://shirosakiad.com/pr201706/